# 箭牌

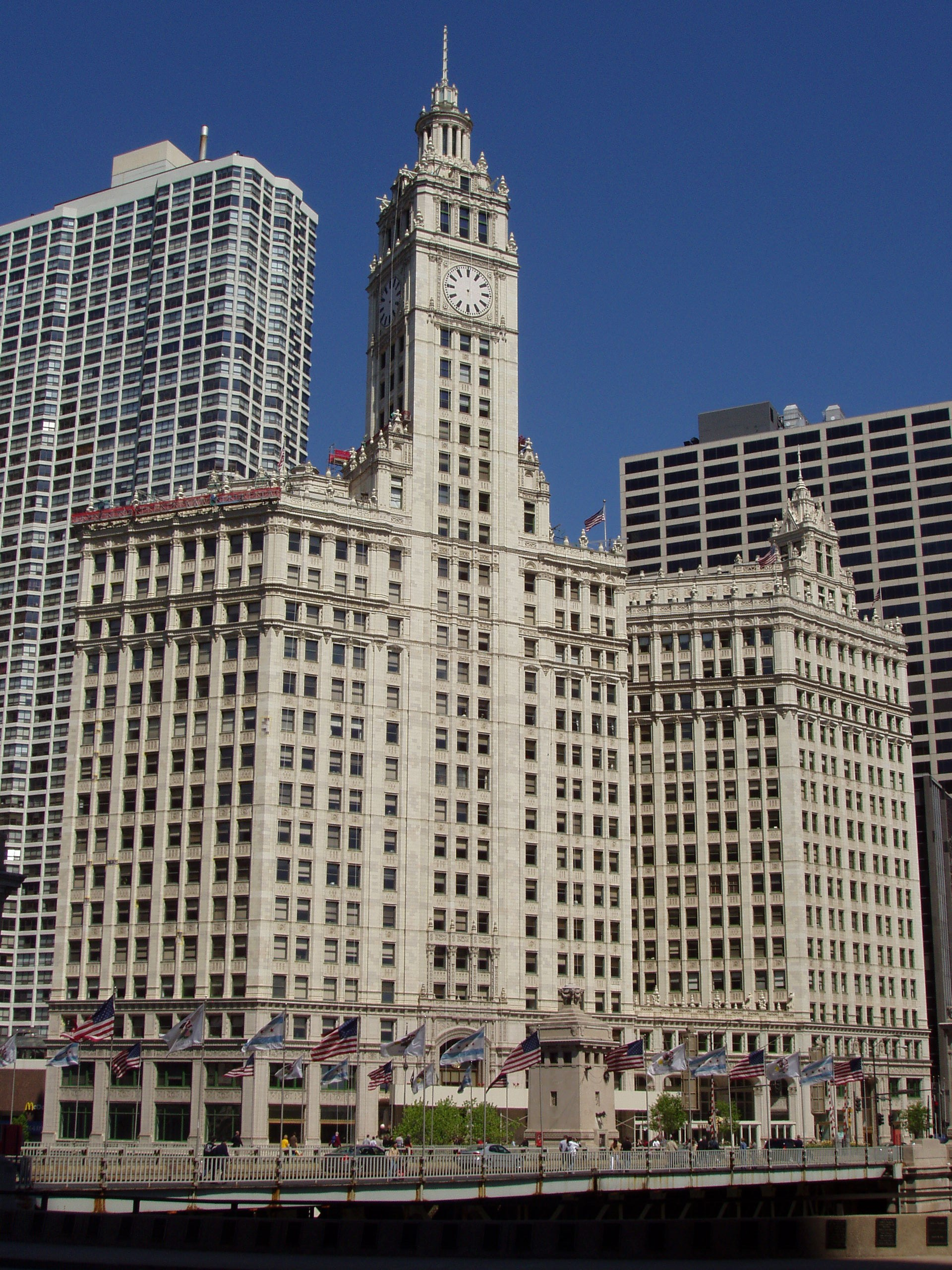
箭牌公司前總部大樓

箭牌股份有限公司（直译：「小威廉·里格利公司、里格利公司、里格利（的）」），是一家美国跨国糖果和口香糖公司，总部位于伊利诺伊州芝加哥鹅岛的全球创新中心（Global Innovation Center，缩写GIC）。该公司也是世界上主要的口香糖生產商，其產品在超過180個國家發售，並在14個國家設廠生產。公司名稱本義為創辦人的姓氏——里格利（Wrigley），中文名與部分商品名以商標有箭頭圖案而定。

## 歷史
箭牌於1891年由小威廉·里格利在美國芝加哥成立，本來從事銷售肥皂及發粉；但於翌年隨產品附送口香糖促銷後，發現口香糖的生意大有可為，便轉型成為口香糖生產商。
1893年，黃箭（Juicy Fruit）和白箭（Wrigley's Spearmint）上市。
1914年，綠箭（Doublemint）上市。
1970年至1972年，箭牌進入大中華區市場，並成立香港分公司。箭牌大中華分公司位於香港鰂魚涌英皇道979號太古坊多盛大廈23樓。箭牌在台灣有子公司「台灣留蘭香股份有限公司」，是箭牌唯一授權在台灣生產的公司。箭牌在中国大陆的子公司「玛氏箭牌糖果（中国）有限公司」（前称「箭牌口香糖有限公司」，1989年成立）位于广州市。
2008年10月6日，瑪氏食品、伯克希尔·哈撒韦公司與高盛以每股80美元現金，斥資230億美元收购箭牌；其中瑪氏出資110億美元，其他資金分別由伯克希尔·哈撒韦公司、高盛和摩根大通提供。2016年10月6日，瑪氏食品向伯克希尔·哈撒韦公司回購箭牌剩餘20%股份。
2016年10月6日，瑪氏食品將旗下巧克力和箭牌業務部門合併成立瑪氏箭牌糖果（Mars Wrigley Confectionery）。

## 品牌

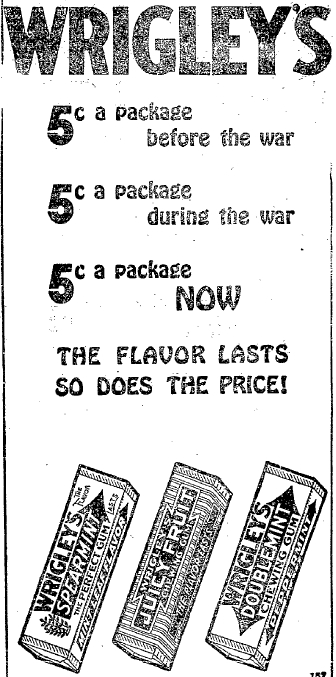
1920年的報紙上的三種Wrigley's口香糖廣告。

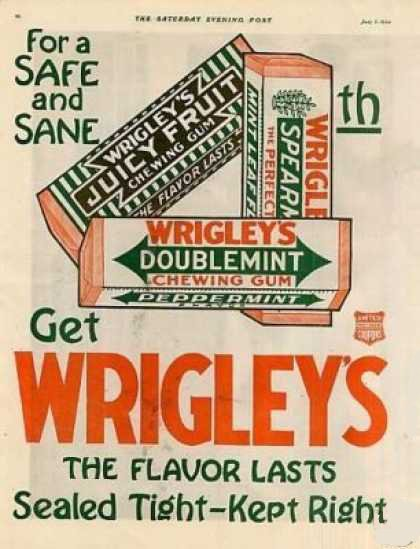
1920年的星期六晚郵報上的三種Wrigley's口香糖廣告。

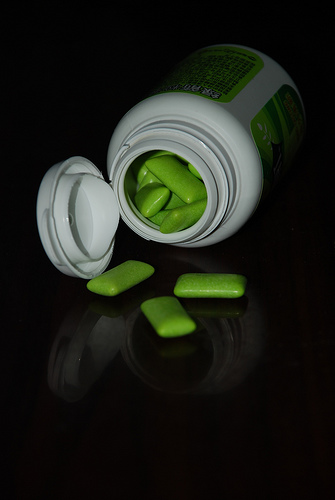
一瓶2009年的綠箭口香糖。

箭牌口香糖（绿箭、绿箭无糖薄荷糖、白箭、黄箭）、CoolAir/Airwaves、益达、真知棒、彩虹糖、大大、瑞士糖、5 Gum、Extra（益齒達）

## 外部連結
- 瑪氏食品 官方 （页面存档备份，存于）
- 箭牌公司
- 台灣留蘭香股份有限公司 （页面存档备份，存于）